# 早川周作
早川 周作（はやかわ しゅうさく、1976年〈昭和51年〉12月17日 - ）は、日本の実業家。琉球アスティーダスポーツクラブ代表取締役。

## 人物
秋田県秋田市出身。大学受験の直前に実家の建設会社が傾き、借金の取り立てを受けて父親が蒸発したが、新聞配達や皿洗いなどのアルバイトで学費を工面し、明治大学法学部に進学。
学生時代より起業家として、多くの会社の立ち上げに参画。その後、羽田孜の私設秘書となり、民主党公認候補として鳥取県第1区から第44回衆議院議員総選挙へ出馬するも、石破茂の次点で落選した。
その後、ベンチャー企業対象の異業種交流会「ベンチャーマッチング交流会」を主催し、これまでの延べ参加企業は7000社を超える。また、数百人から数十人程度の規模の講演活動も行う。
2008年に飲食店やネイルサロン運営などのSHGホールディングス株式会社を創設し、90数社もの顧問企業を持ちベンチャー企業支援に力を入れた。
東日本大震災の後に沖縄県へと移住し、2018年に開幕した卓球プロリーグのTリーグに所属する琉球アスティーダスポーツクラブ株式会社を創設、代表取締役を務めている。
2021年2月26日、同社が率いるプロ卓球チーム琉球アスティーダが創設3年目にしてTリーグ優勝した。
2021年3月30日、琉球アスティーダスポーツクラブ株式会社はプロスポーツチーム運営会社として日本初、株式をクラウドファンディングで調達した企業としても日本初の東証TOKYO PRO Marketに上場した。
2021年4月19日、琉球アスティーダスポーツクラブ株式会社が子会社の九州アスティーダ株式会社を設立し取締役に就任。Tリーグ女子チームに新規参入した。
2021年10月28日、プロ野球独立リーグ・九州アジアリーグの理事に就任。
2024年4月に、取材に対し2025年の秋田県知事選挙へ立候補を検討しているとしたが、告示直前の2025年3月に立候補を断念し猿田への支持を表明。
琉球大学客員教授、明治大学MBAビジネススクール講師として教鞭をとっている。

## 略歴
- 1976年 - 秋田県秋田市に生まれる。
- 1993年 - 志学館高等学校（現・志学館中等部・高等部）に入学。
- 1996年 - 明治大学法学部法律学科（夜間）に入学。
- 2001年 - 明治大学法学部法律学科を卒業。
- 2004年 - 日本リーディング総合法務事務所を設立。
- 2005年 - 第44回衆議院議員総選挙に民主党候補者として鳥取県第1区より出馬、次点。
- 2008年 - 飲食店やネイルサロン運営などのSHGホールディングス株式会社を設立。
- 2016年11月 - 南青山リーダーズ株式会社取締役に就任[11]
- 2016年12月 - 株式会社スキャる執行役員に就任[11]
- 2018年2月23日 - 琉球アスティーダスポーツクラブ株式会社を設立。代表取締役に就任。
- 2021年4月19日 – 琉球アスティーダスポーツクラブ株式会社が子会社の九州アスティーダ株式会社を設立。取締役に就任。[7]

## 出演番組
- 『夢のカタチはひとつじゃない～早川周作と熱き仲間たち～』（あっ!とおどろく放送局、2009年10月12日 - ）
- 『タイムリー・トークショー早川周作Co-Lab』（ラジオNIKKEI、2012年10月 - 2013年3月28日）
- 『日テレNEWS24』（日本テレビ、2020年2月18日）
- 『stockvoice新規上場インタビュー』（2021年3月30日）